# Shigeru Mizuki
Shigeru Mizuki (水木 しげる, Mizuki Shigeru, 8 de Março de 1922 – 30 de Novembro 2015)  foi um historiador e mangaká japonês, mais conhecido por sua série GeGeGe no Kitarō (em japonês: ゲゲゲの鬼太郎, literalmente "Kitarō Horripilante") - originalmente intitulado como Hakaba Kitarō (japonês: 墓場鬼太郎, literalmente "Kitarō do Cemitério") - Kappa no Sanpei e Akuma-kun. Nascido em um hospital em Osaka e criado na cidade de Sakaiminato na prefeitura de Tottori, ele mais tarde se mudou para Chōfu, Tóquio onde ele permaneceu até sua morte. Seu pseudônimo, Mizuki, vem do tempo em que ele gerenciava uma pousada chamada 'Mizuki Manor' enquanto desenhava quadros para kamishibai. Um especialista em histórias de yōkai (妖怪, monstros japoneses tradicionais, ghouls e goblins), ele é considerado um mestre do gênero. Mizuki também foi um notável historiador, publicando trabalhos relacionados à história mundial, história do Japão e sua própria experiência na Segunda Guerra Mundial.

## Vida

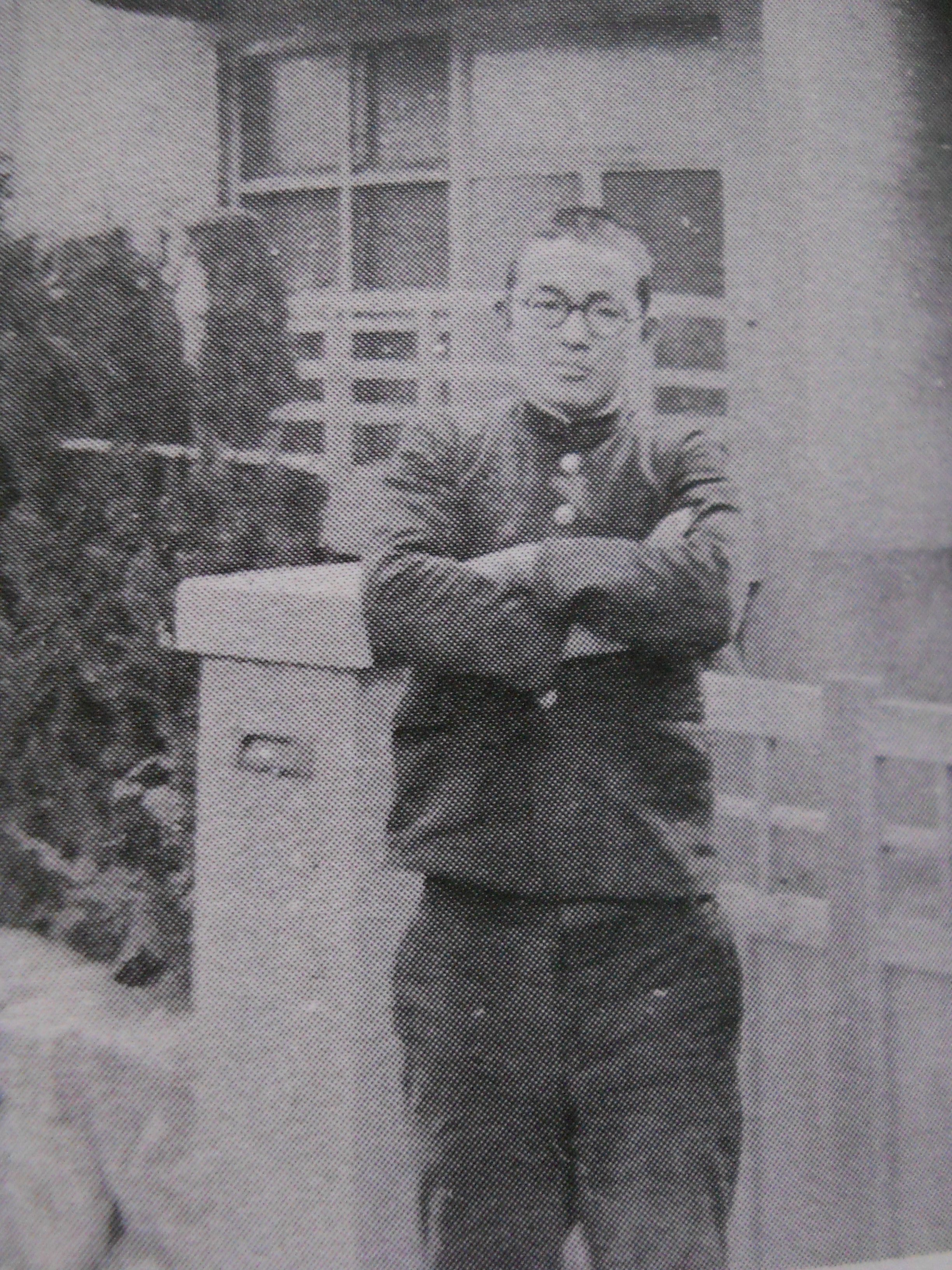
Shigeru Mizuki com 18 anos (1940)

Mizuki nasceu como Shigeru Mura (武良 茂 Mura Shigeru) na cidade de Osaka, o segundo dos três filhos. Ele foi criado na cidade costeira de Sakaiminato, onde passou grande parte de sua infância como um 'caçador': escolhendo brigas e participando de uma guerra infantil com as crianças vizinhas. Ele mostrou desde cedo um talento especial para a arte. Durante seu tempo na escola primária, os professores de Mizuki ficaram tão impressionados com suas habilidades com um lápis que organizaram uma exposição de seu trabalho, e mais tarde ele passou a ser destaque no jornal Mainichi como uma espécie de prodígio artístico. Além do seu talento artístico, Mizuki tinha um interesse no sobrenatural - algo que foi alimentado por ouvir histórias de fantasmas contadas por uma mulher local chamada Fusa Kageyama, apelidada como "NonNonBa" pelo jovem Mizuki.
No entanto, em 1942, ele foi convocado para o Exército Imperial Japonês e enviado para Nova Bretanha  na Papua Nova Guiné. Suas experiências de guerra o afetaram muito, quando ele contraiu malária, testemunhou seus amigos morrerem pelos ferimentos de batalha e doenças, e lidou com outros horrores da guerra. Finalmente, em um ataque aéreo dos Aliados, ele foi pego em uma explosão e perdeu seu braço dominante (esquerda). Em relação a este evento que mudou a sua vida, um anúncio da NHK em 30 de novembro de 2015 mostrou trechos de uma entrevista em vídeo com ele aos 80 anos, na qual ele disse que, como único sobrevivente de sua unidade, ele foi "condenado a morrer". - uma perspectiva que ele considerou ridícula. O resultado da experiência de guerra de Mizuki foi um senso concorrente de pacifismo e boa vontade. Na mesma entrevista, ele explicou que seus personagens yōkai só podem ser vistos em tempos de paz, não de guerra, e que ele propositalmente criou essas criaturas sobrenaturais para não serem de nenhuma etnia ou nacionalidade específica, como uma sugestão do potencial para a humanidade. Enquanto ficava em um hospital de campo japonês em Rabaul, ele recebeu apoio da tribo local Tolái, que lhe ofereceram terra, um lar e cidadania por meio do casamento com uma mulher da tribo. Mizuki afirmou que ele considerou ficar para trás, mas foi envergonhado por um médico militar em voltar para casa no Japão, primeiro para tratamento médico em seu braço e para enfrentar seus pais, o que ele fez com relutância.
Ao chegar em casa, Mizuki tinha inicialmente planejado retornar à Nova Guiné; no entanto, a ocupação do Japão prejudicou seus planos. Seus ferimentos pouco ajudaram, nem o fato de seu irmão mais velho, um oficial de artilharia, ter sido condenado como criminoso de guerra por ter executado prisioneiros de guerra. Após seu retorno ao Japão, trabalhou em vários empregos, como vendedor de peixe e artista kamishibai.
Em 1957, Mizuki lançou seu trabalho de estréia, Rocketman. Ele publicou numerosos trabalhos depois, ambos lidando com militares e com yōkai. Ele também escreveu muitos livros sobre os dois assuntos, incluindo uma autobiografia sobre seu tempo na ilha da Nova Bretanha e uma biografia em mangá de Adolf Hitler.
Em 1991, ele lançou um pequeno trabalho intitulado Guerra e Japão, publicado no The Sixth Grader, uma popular revista de educação e entretenimento para jovens, detalhando as atrocidades cometidas pelo exército japonês durante a violência na China e na Coréia, narrado por Nezumi-Otoko. O trabalho serve como um contraponto poderoso para mangás revisionistas como as obras de Yoshinori Kobayashi e, por extensão, uma maneira de Mizuki expressar sua raiva contra os responsáveis por todas as vítimas do Japão. De 1989 até 1998, ele trabalha na série Showa: Uma História do Japão seguindo a mesma abordagem e descrevendo a história do Período Shōwa combinada com anedotas pessoais. Nesses livros, Nezumi-Otoko também é o narrador.
Quando não está trabalhando em nenhum campo, ele pinta sobre vários assuntos, embora esses trabalhos não sejam tão conhecidos quanto os literários que o tornaram um nome familiar. Em 2003, ele retornou a Rabaul para reavivar sua amizade com os habitantes locais, que haviam nomeado uma estrada com seu nome em sua homenagem.
Em 2005, Mizuki apareceu em uma participação especial no filme Yōkai Daisenso ("A Grande Guerra Yōkai"), dirigido por Takashi Miike, um filme sobre yōkai inspirado em seu trabalho , bem como no trabalho de Aramata Hiroshi. Ele aparece no final do filme no papel do Grande Ancião Yōkai: um personagem pacifista que condena os modos guerreiros do antagonista do filme e reafirma o papel de yōkai como criaturas pacíficas e brincalhonas. Uma breve explicação sobre suas obras também é mencionada no filme. Em 2010, a NHK transmitiu uma asadora sobre sua vida matrimonial, GeGeGe no Nyōbō, baseada na autobiografia de sua esposa.
Em 30 de novembro de 2015, Shigeru Mizuki morreu de insuficiência cardíaca em um hospital de Tóquio depois de um colapso em sua casa por um ataque cardíaco.

## Sakaiminato

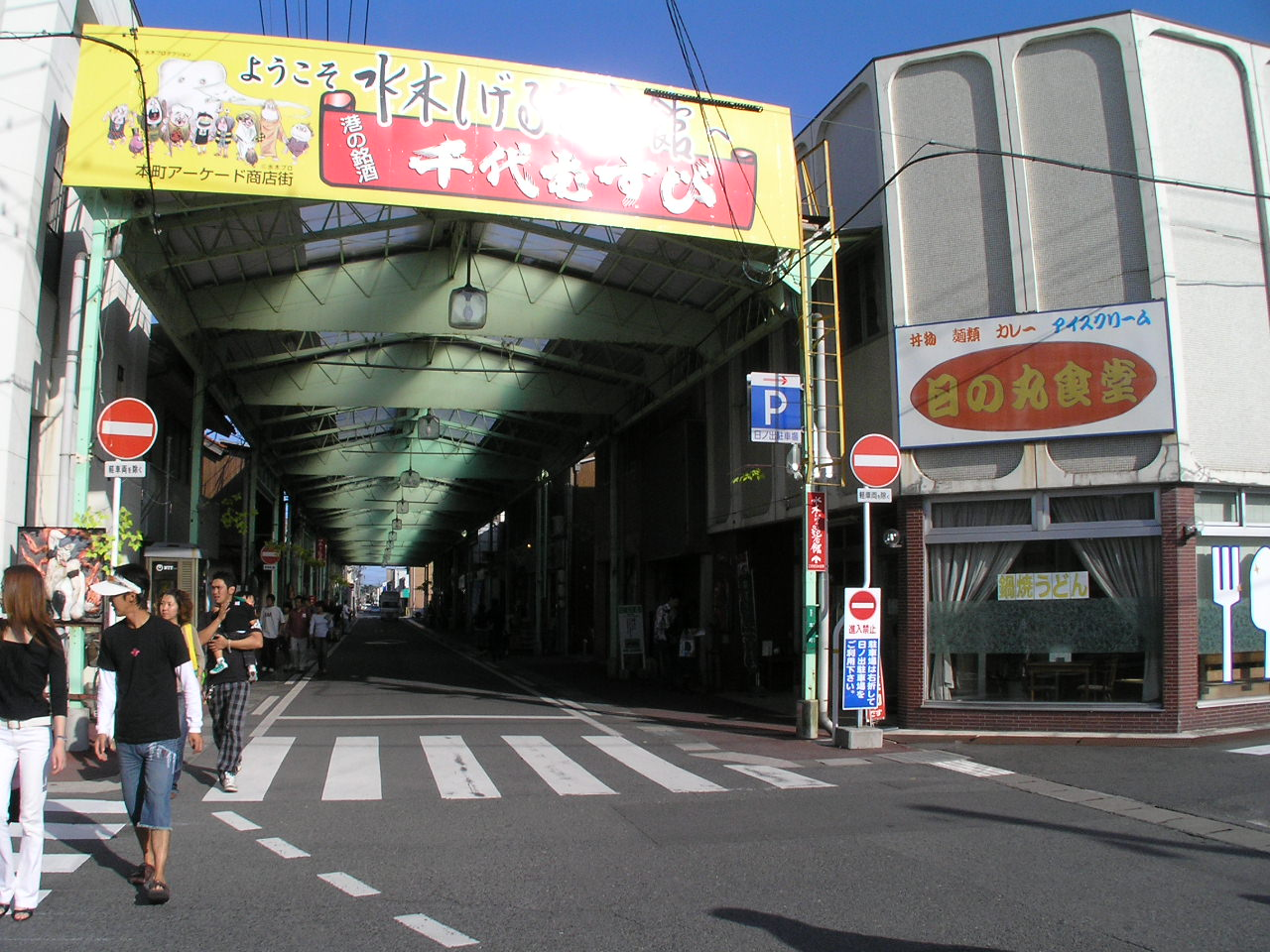
Rua Mizuki

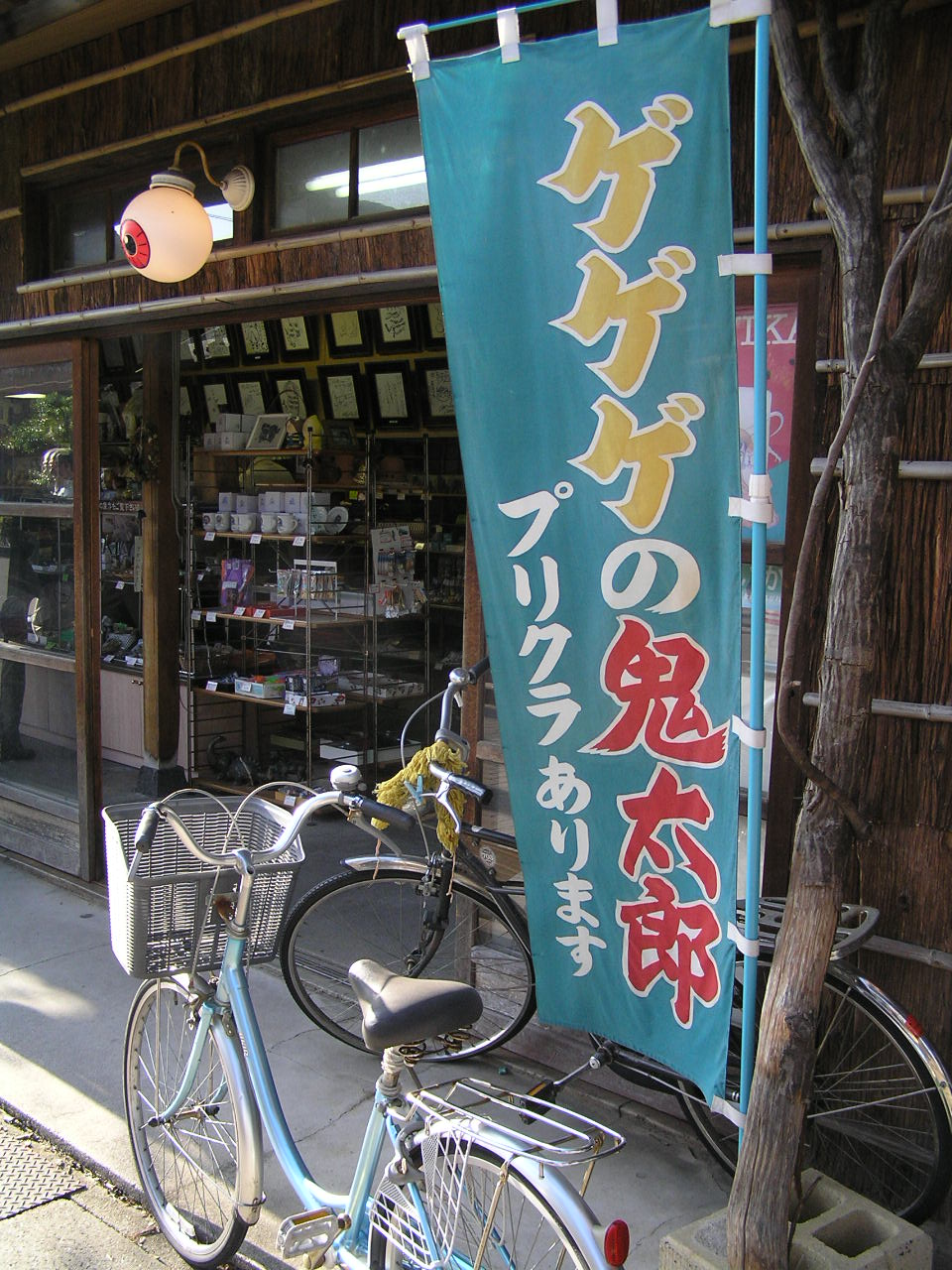
Rua Mizuki

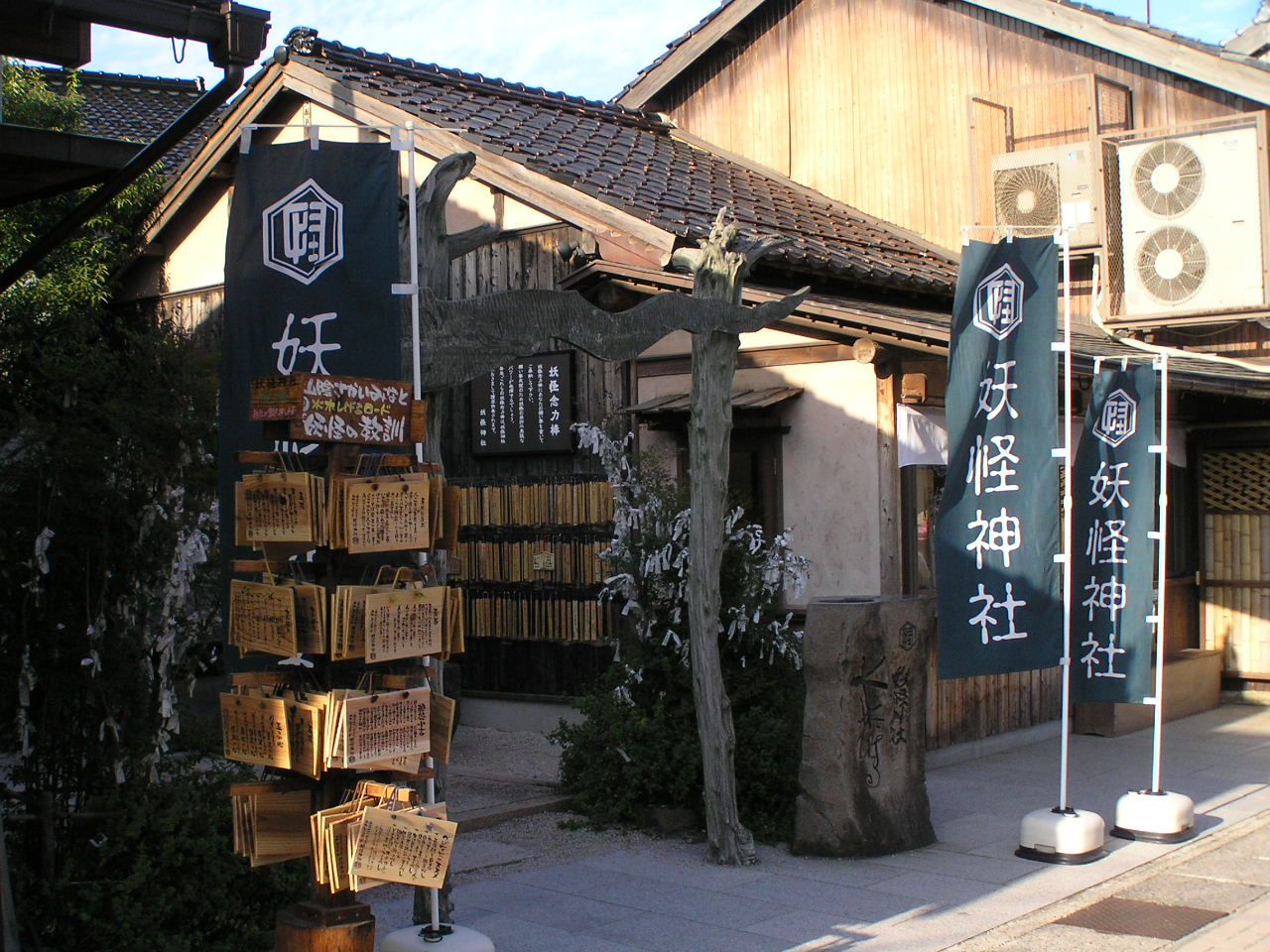
Rua Mizuki

Sakaiminato, a cidade onde Mizuki foi criado, tem uma rua dedicada aos fantasmas e monstros que aparecem em suas histórias. Cem estátuas de bronze dos personagens estão em ambos os lados da estrada. Há também um museu com várias de suas criações e obras.

## Prêmios
Mizuki ganhou inúmeros prêmios e elogios por seus trabalhos, especialmente GeGeGe no Kitarō. Entre eles estão:
- 1965 Recebeu o Kodansha Jido Manga Award por Terebi-kun (テレビくん?).
- 1990 Recebeu o Kodansha Manga Award por Komikku Shōwa-Shi.[6]
- 1991 Recebeu o Shiju Hōshō Decoration.
- 1995 Para o 6º Dia Anual da Paz de Tóquio, ele foi premiado com uma exposição de suas pinturas, intitulada "Oração pela Paz: Exposição de Pintura de Experiência de Guerra de Shigeru Mizuki"
- 1996 Recebeu um prêmio do Ministro da Educaação.
- 1996 Sua cidade natal, Sakaiminato o homenageou com a Rua Shigeru Mizuki, uma rua decorada com estátuas de bronze dos personagens de GeGeGe no Kitarō e outras obras relacionados a seus trabalhos.
- 2003 Foi condecorado com o Kyokujitsu Shō.
- 2003 Sakaiminato o homenageou novamente com o Centro Cultural Internacional Shigeru Mizuki.[7]
- 2003 Recebeu o Prêmio Cultural Osamu Tezuka pelos seus trabalhos.[8]
- 2007 Recebeu o prêmio de melhor quadrinho por NonNonBa no Festival international de la bande dessinée d'Angoulême.[9]
- 2008 Asahi Prize pela contribuição aos mangás culturais[10]
- 2010 Recebeu o prêmio Pessoa de Mérito Cultural.[11]
- 2012 Recebeu o Eisner Award por Marcha para a Morte, na categoria Melhor Edição Americana de Material Internacional - Ásia. O prêmio foi dividido como o tradutor Zack Davisson[12]

## Trabalhos notáveis

### Mangá
- Hakaba Kitarō (1960–1964)
  - GeGeGe no Kitarō (1960 - 1969)
- Kappa no Sanpei (河童の三平, 1961–1962)
- Akuma-kun (1963–1964)
- Terebi-kun (テレビくん, 1965)
- O Caderno Milagroso (不思議な手帖, Fushigina Techō, 1973) —  um one-shot publicado na revista ' Comic Mystery  sobre um caderno que mata a pessoa cujo nome está escrito nele. A mesma ideia foi usada no mangá  Death Note por Tsugumi Ohba e Takeshi Obata. Embora este fato seja uma coincidência, Ohba declarou que ele não tem nenhuma inspiração particular para sua história.[13][14]
- Marcha Para A Morte (総員玉砕せよ!, Sōin Gyokusai seyo!, 1975)
- Nonnonba (のんのんばあとオレ,Nonnonbaa to Ore, 1992) — Mangá biográfico de Mizuki baseado nas experiências pessoais do autor sobre relatos de Youkais contados pela Fusa Kageyama, apelidada por ele como "Nonnonba".)

### Livros
- Mizuki, Shigeru. 水木しげるの日本妖怪めぐり (Hepburn: Mizuki Shigeru no Nihon Yōkai Meguri, lit. "Fantasmas e Demônios de Shigeru Mizuki".)
- Rabauru Senki (Memórias de Rabaul)
- Mizuki, Shigeru. "Mundo Gráfico dos Fantasmas Japoneses". 講談社, 1985. ISBN 978-4-06-202381-8 (4-06-202381-4)
- Yokaï, Éditions Cornélius, 2017, colorido, capa dura, 80 páginas. Livro ilustrado.
- L’interieur de Yokaï, 2018, bi-color, capa dura, 80 páginas. Éditions Cornélius. (em francês)
- L’interieur de Kitaro, publicação da hors d’oeuvre, bi-color, 16 páginas, 2028. Éditions Cornélius. (em francês)